# Molophilus barretti
Molophilus barretti är en tvåvingeart som beskrevs av Alexander 1929. Molophilus barretti ingår i släktet Molophilus och familjen småharkrankar. Inga underarter finns listade i Catalogue of Life.